# Алтынкан
Алтынкан (узб. Oltinkon/Олтинкон) — посёлок городского типа в Папском районе Наманганской области, Узбекистан. Посёлок расположен в 50 км от железнодорожной станции Пап (на линии Коканд — Наманган).
Статус посёлка городского типа с 15 декабря 1966 года.
В окрестностях ведётся добыча золота.

## Население
| 1970 | 1979 | 1989 |
| ---- | ---- | ---- |
| 1330 | 2046 | 2006 |